# Стража на Рајни (филм)
Стража на Рајни (енгл. Watch on the Rhine) је филмска драма из 1943. године, режисера Хермана Шамлина са Бети Дејвис и Полом Лукасом у главним улогама.

## Улоге
| Глумац              | Улога       |
| ------------------- | ----------- |
| Бети Дејвис         | Сара Милер  |
| Пол Лукас           | Курт Милер  |
| Џералдина Фицџералд |             |
| Лусил Вотсон        | Фани Фарели |
| Бјула Бонди         | Анис        |
| Џорџ Кулурос        |             |

## Награде и номинације
- Оскар за најбољег главног глумца (Пол Лукас) style="background:#9F9;vertical-align:middle;text-align:center;" class="table-yes"|Да
- Оскар за најбољу споредну глумицу (Лусил Вотсон) style="background:#F99;vertical-align:middle;text-align:center;" class="table-no"|Не
- Оскар за најбољи филм style="background:#F99;vertical-align:middle;text-align:center;" class="table-no"|Не
- Оскар за најбољи адаптирани сценарио (Дашил Хамет) style="background:#F99;vertical-align:middle;text-align:center;" class="table-no"|Не
- Златни глобус за најбољег главног глумца у играном филму (драма) (Пол Лукас) style="background:#9F9;vertical-align:middle;text-align:center;" class="table-yes"|Да
- Награда удружења њујоршких филмских критичара за најбољег глумца (Пол Лукас) style="background:#9F9;vertical-align:middle;text-align:center;" class="table-yes"|Да
- Награда удружења њујоршких филмских критичара за најбољи филм style="background:#9F9;vertical-align:middle;text-align:center;" class="table-yes"|Да